# Joy Adamson
Friederike Victoria Adamson, detta Joy e nata Gessner (Troppau, 20 gennaio 1910 – Isiolo, 3 gennaio 1980), è stata una scrittrice, naturalista e pittrice austriaca naturalizzata britannica.

## Biografia
Nota per il suo libro Nata libera, che descriveva la sua esperienza nel ritrovamento di un cucciolo di leone di nome Elsa. Era la moglie del naturalista britannico George Adamson. Il libro è stato un bestseller internazionale ed è stato trasformato in un film premio Oscar con lo stesso nome. Joy è stata anche una pittrice e molti dei suoi dipinti sono esposti in un museo a Nairobi, in Kenya.

## Pubblicazioni
- Nata libera: la straordinaria avventura della leonessa Elsa  (1960)  ISBN 1-56849-551-X
- Elsa: The Story of a Lioness (1961)
- Living Free: The story of Elsa and her cubs (1961) ISBN 0-00-637588-X
- Forever Free: Elsa's Pride (1962) ISBN 0-00-632885-7
- The Spotted Sphinx (1969) ISBN 0-15-184795-9
- Pippa: The Cheetah and her Cubs (1970) ISBN 0-15-262125-3
- Joy Adamson's Africa (1972) ISBN 0-15-146480-4
- Pippa's Challenge (1972) ISBN 0-15-171980-2
- Peoples of Kenya (1975) ISBN 0-15-171681-1
- The Searching Spirit: An Autobiography (1978) ISBN 0-00-216035-8
- Queen of Shaba: The Story of an African Leopard (1980) ISBN 0-00-272617-3
- Friends from the Forest (1980) ISBN 0-15-133645-8